# 이스라엘의 재외공관 목록

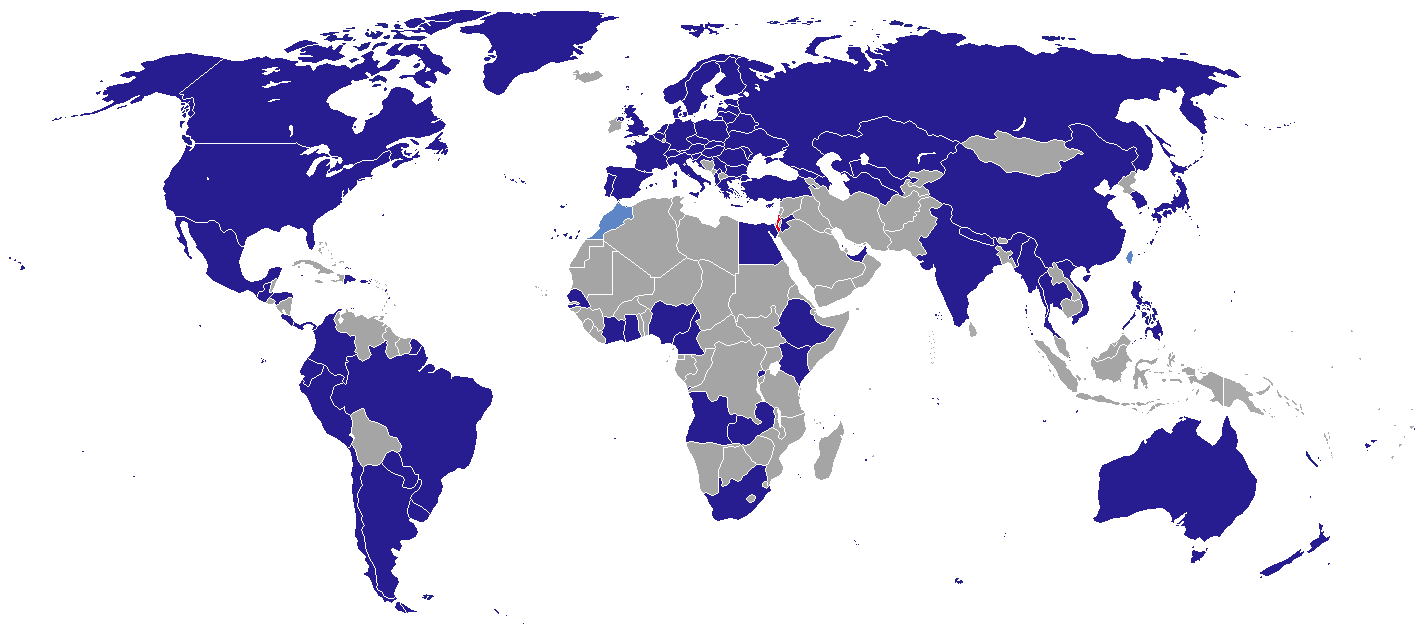
이스라엘의 재외공관

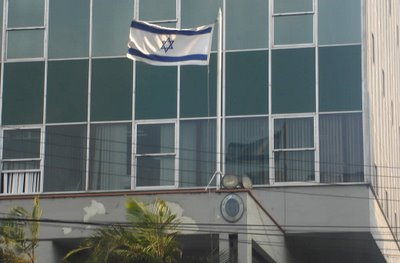
리마 주재 이스라엘 대사관

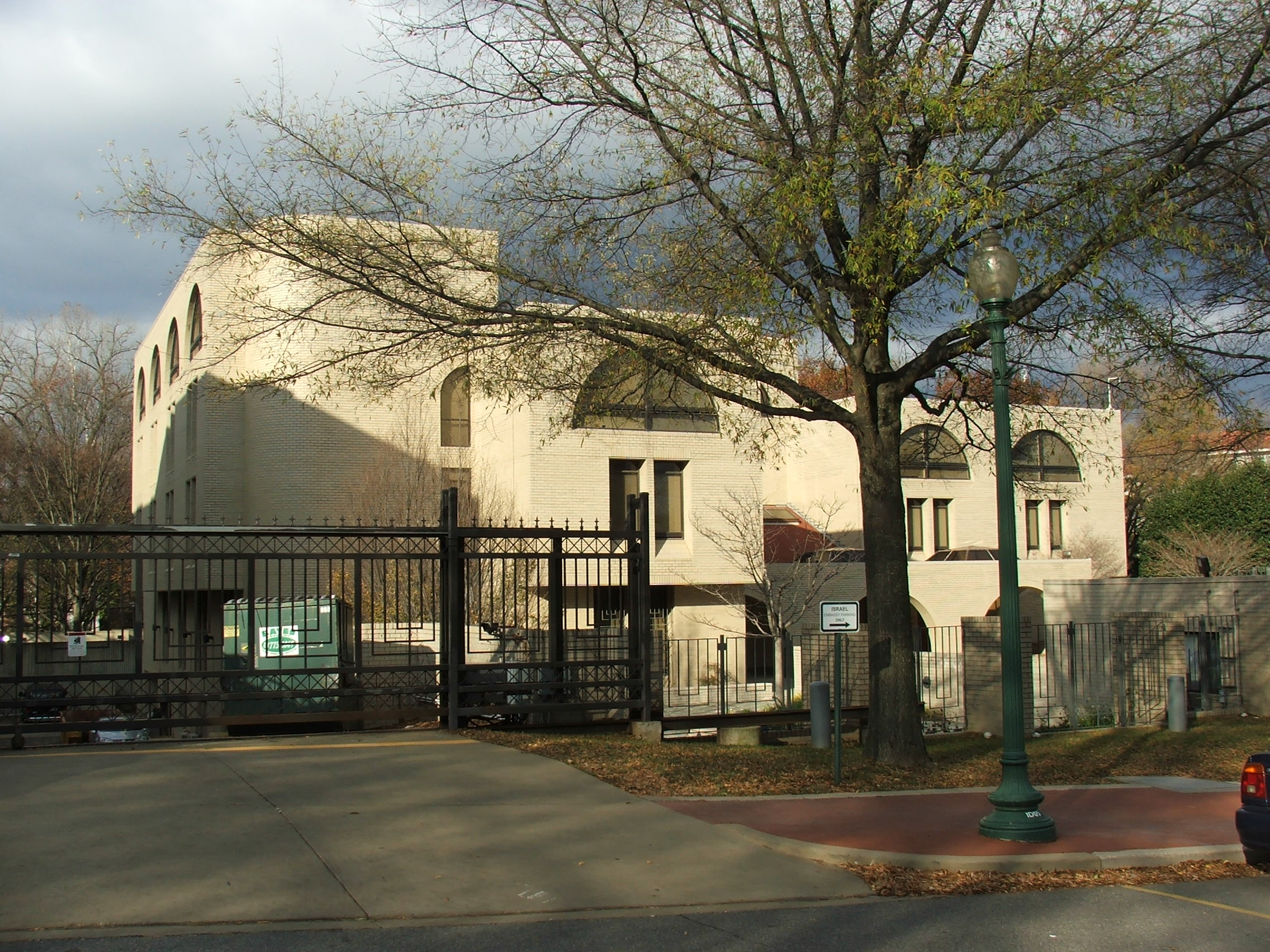
워싱턴 D.C. 주재 이스라엘 대사관

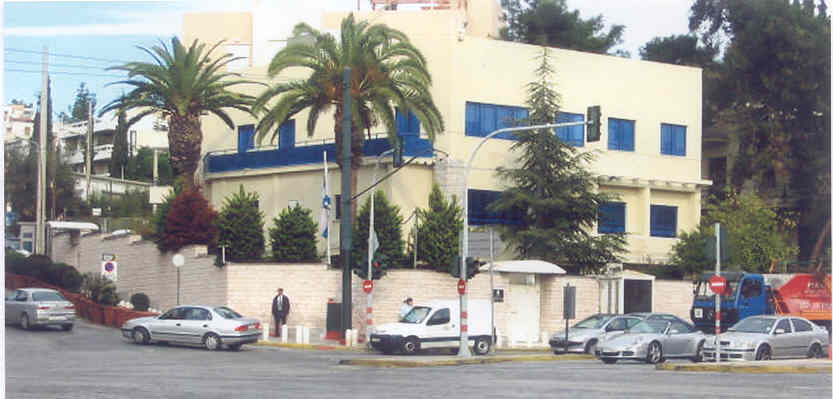
아테네 주재 이스라엘 대사관

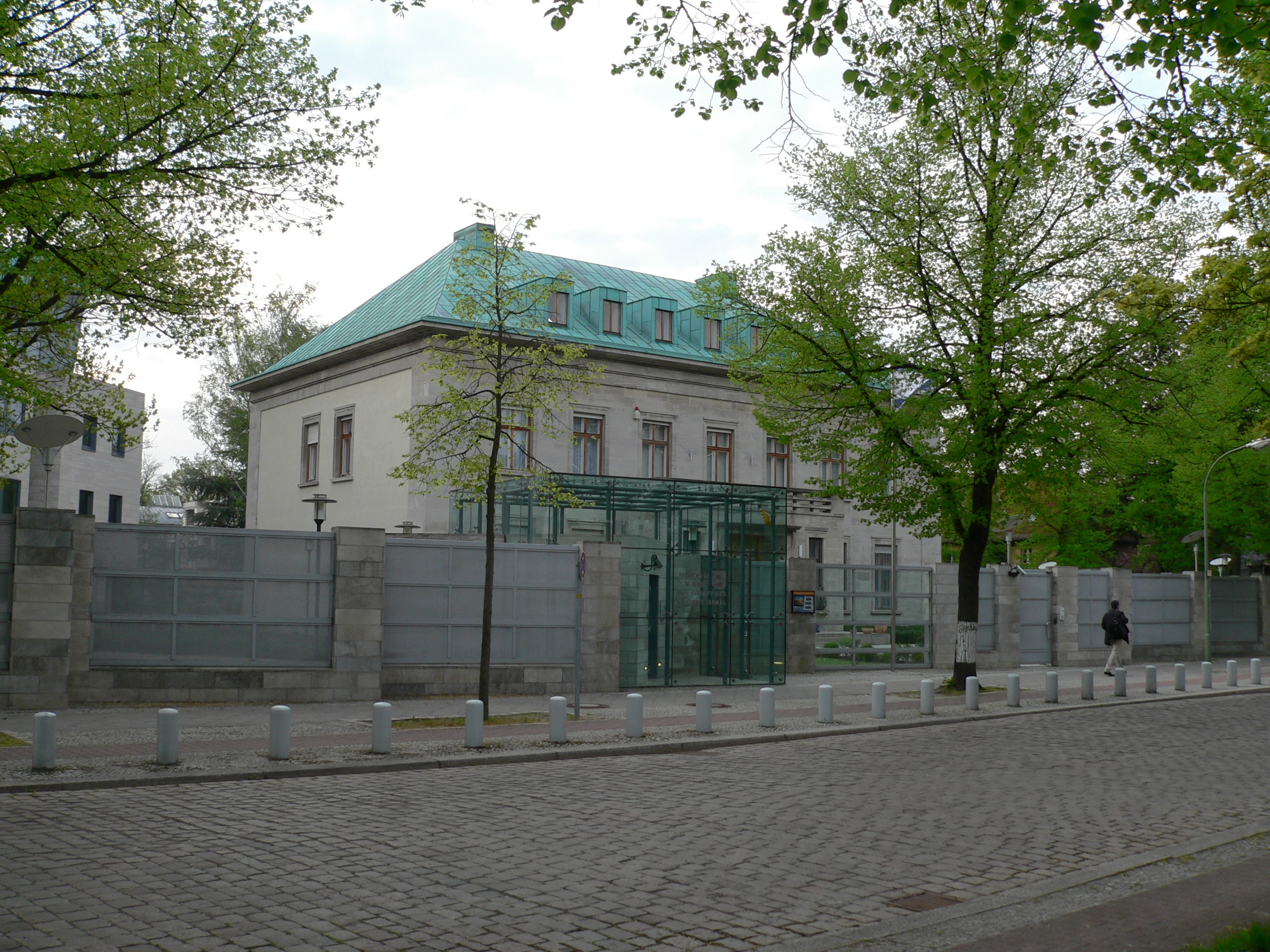
베를린 주재 이스라엘 대사관

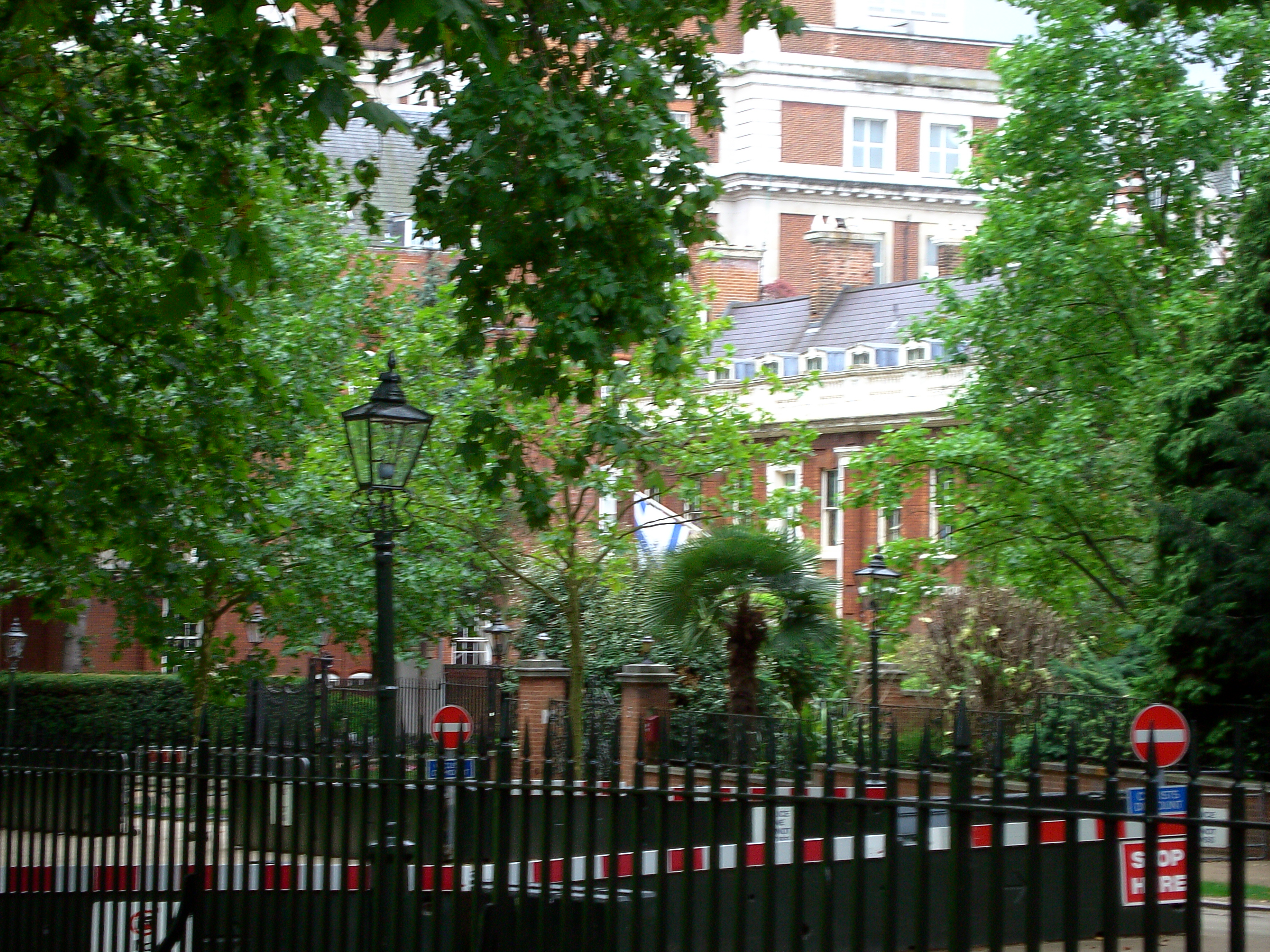
런던 주재 이스라엘 대사관

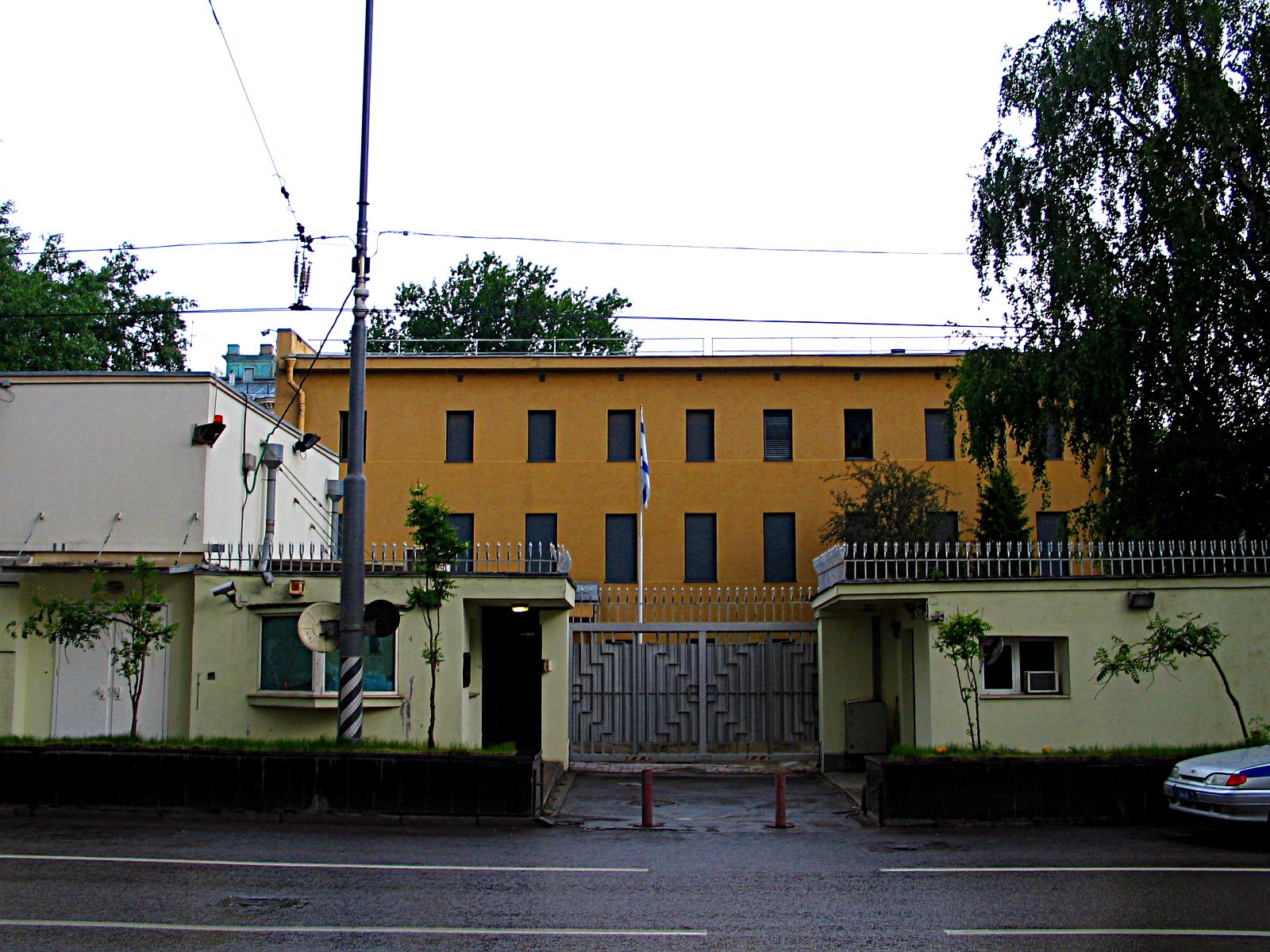
모스크바 주재 이스라엘 대사관

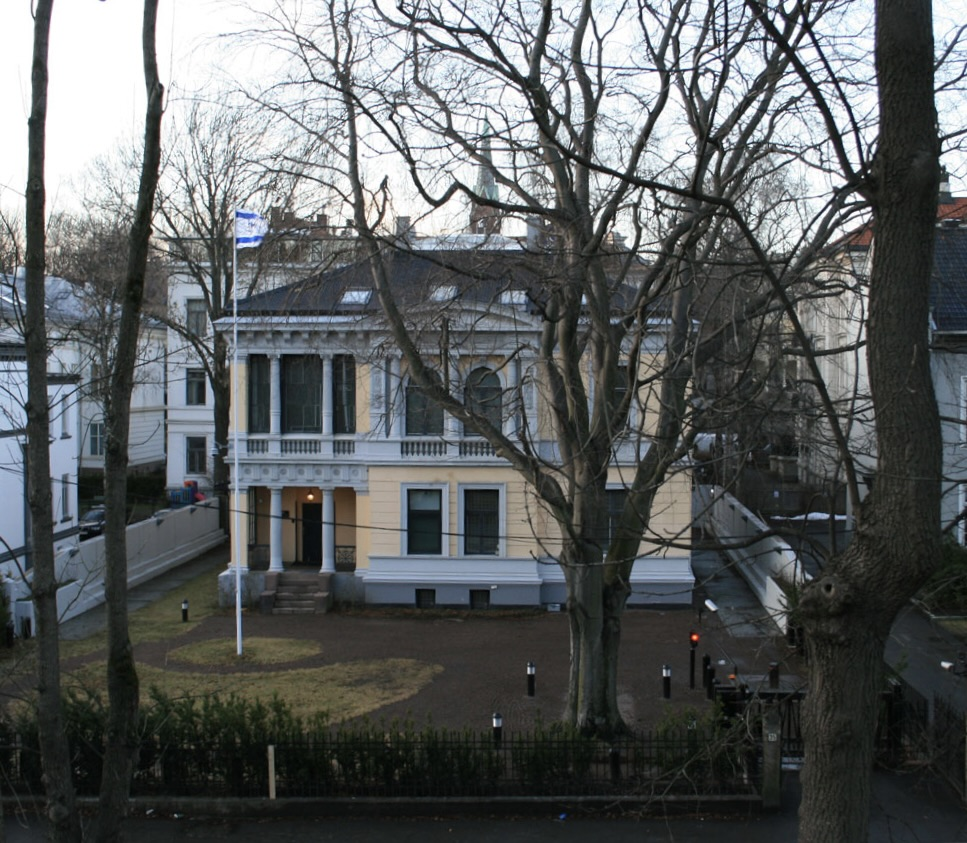
오슬로 주재 이스라엘 대사관

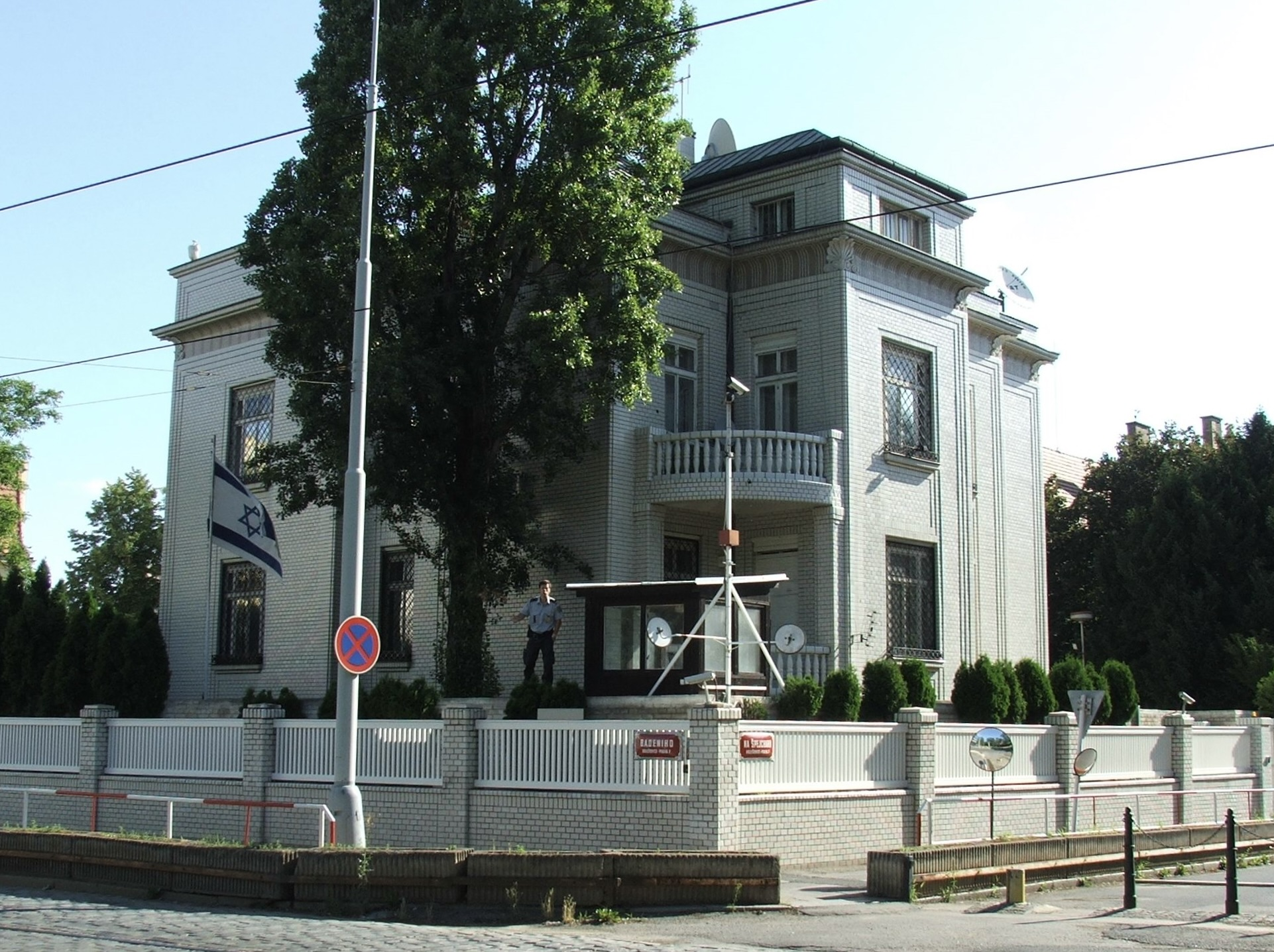
프라하 주재 이스라엘 대사관

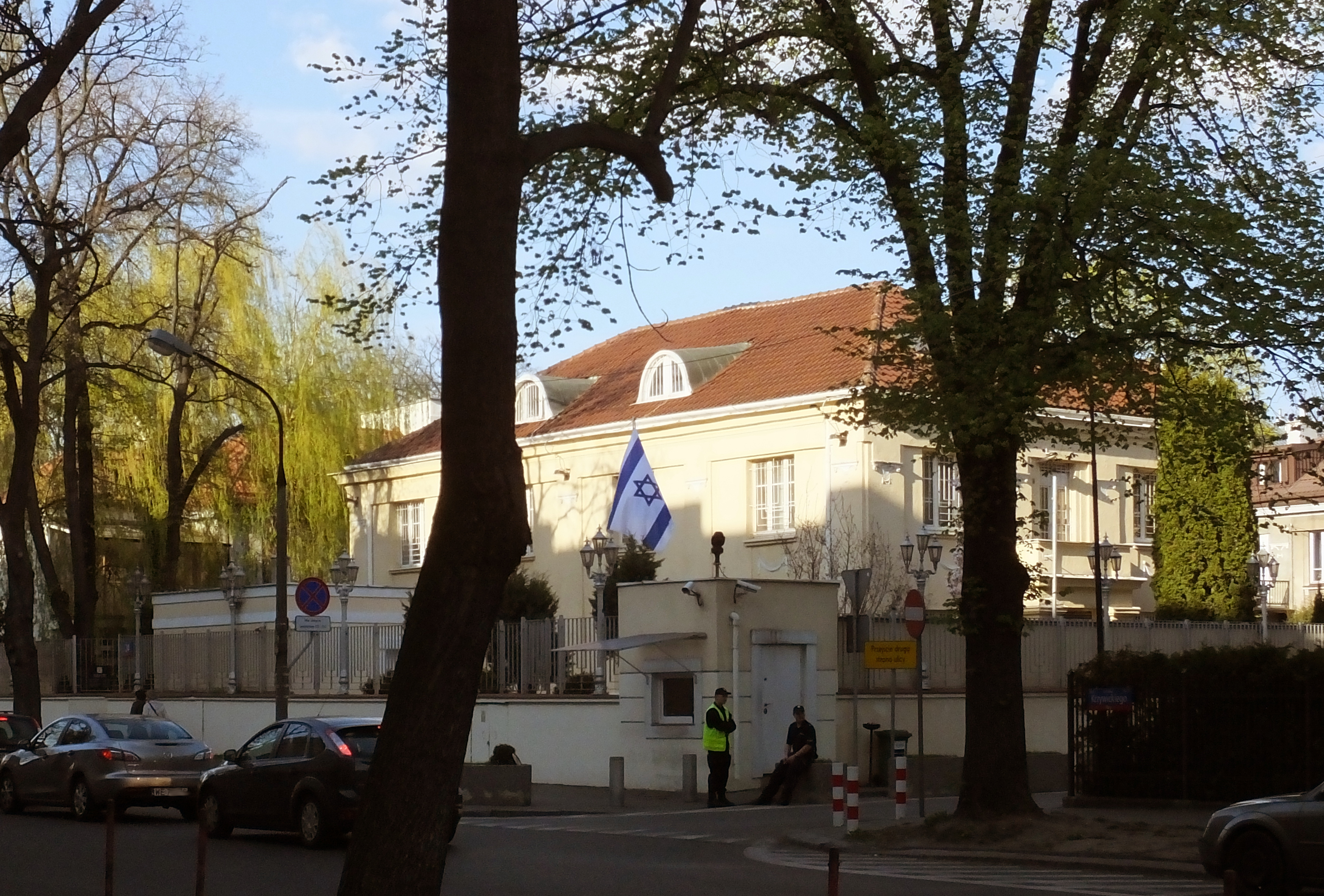
바르샤바 주재 이스라엘 대사관

이스라엘의 재외공관 목록은 이스라엘 주재 대사관을 각국에 상주시켜 놓는 것을 의미하며 이스라엘의 재외공관을 나열한 목록이다.

## 아프리카
- 앙골라 : 루안다 (대사관)
- 카메룬 : 야운데 (대사관)
- 코트디부아르 : 아비장 (대사관)
- 이집트 : 카이로 (대사관), 알렉산드리아 (총영사관)
- 에리트레아 : 아스마라 (대사관)
- 에티오피아 : 아디스아바바 (대사관)
- 가나 : 아크라 (대사관)
- 케냐 : 나이로비 (대사관)
- 나이지리아 : 아부자 (대사관)
- 세네갈 : 다카르 (대사관)
- 남아프리카 공화국 : 프리토리아 (대사관)

## 아메리카
- 아르헨티나 : 부에노스아이레스 (대사관)
- 브라질 : 브라질리아 (대사관), 상파울루 (총영사관)
- 캐나다 : 오타와 (대사관), 몬트리올 (총영사관), 토론토 (총영사관)
- 칠레 : 산티아고 (대사관)
- 콜롬비아 : 보고타 (대사관)
- 코스타리카 : 산호세 (대사관)
- 도미니카 공화국 : 산토도밍고 (대사관)
- 에콰도르 : 키토 (대사관)
- 엘살바도르 : 산살바도르 (대사관)
- 과테말라 : 과테말라 시 (대사관)
- 멕시코 : 멕시코시티 (대사관)
- 파나마 : 파나마시티 (대사관)
- 페루 : 리마 (대사관)
- 미국 : 워싱턴 D.C. (대사관), 애틀랜타 (총영사관), 보스턴 (총영사관), 시카고 (총영사관), 휴스턴 (총영사관), 로스앤젤레스 (총영사관), 마이애미 (총영사관), 뉴욕 (총영사관), 필라델피아 (총영사관), 샌프란시스코 (총영사관)
- 우루과이 : 몬테비데오 (대사관)

## 아시아
- 아제르바이잔 : 바쿠 (대사관)
- 중화인민공화국 : 베이징시 (대사관), 청두시 (총영사관), 광저우시 (총영사관), 홍콩 (총영사관), 상하이시 (총영사관)
- 조지아 : 트빌리시 (대사관)
- 인도 : 뉴델리 (대사관), 벵갈루루 (총영사관), 뭄바이 (총영사관)
- 일본 : 도쿄도 (대사관)
- 요르단 : 암만 (대사관)
- 카자흐스탄 : 아스타나 (대사관)
- 대한민국 : 서울특별시 (대사관)
- 미얀마 : 양곤 (대사관)
- 네팔 : 카트만두 (대사관)
- 필리핀 : 마닐라 (대사관)
- 싱가포르 : 싱가포르 (대사관)
- 대만 : 타이베이시 (경제 문화 사무소)
- 태국 : 방콕 (대사관)
- 튀르키예 : 앙카라 (대사관), 이스탄불 (총영사관)
- 투르크메니스탄 : 아시가바트 (대사관)
- 아랍에미리트 : 아부다비 (대표부 사무소)
- 우즈베키스탄 : 타슈켄트 (대사관)
- 베트남 : 하노이 (대사관)

## 유럽
- 알바니아 : 티라나 (대사관)
- 오스트리아 : 빈 (대사관)
- 벨라루스 : 민스크 (대사관)
- 벨기에 : 브뤼셀 (대사관)
- 불가리아 : 소피아 (대사관)
- 크로아티아 : 자그레브 (대사관)
- 키프로스 : 니코시아 (대사관)
- 체코 : 프라하 (대사관)
- 덴마크 : 코펜하겐 (대사관)
- 핀란드 : 헬싱키 (대사관)
- 프랑스 : 파리 (대사관), 마르세유 (총영사관)
- 독일 : 베를린 (대사관), 뮌헨 (총영사관)
- 그리스 : 아테네 (대사관)
- 바티칸 시국 : 로마 (대사관)
- 헝가리 : 부다페스트 (대사관)
- 아일랜드 : 더블린 (대사관)
- 이탈리아 : 로마 (대사관)
- 라트비아 : 리가 (대사관)
- 리투아니아 : 빌뉴스 (대사관)
- 네덜란드 : 헤이그 (대사관)
- 노르웨이 : 오슬로 (대사관)
- 폴란드 : 바르샤바 (대사관)
- 포르투갈 : 리스본 (대사관)
- 루마니아 : 부쿠레슈티 (대사관)
- 러시아 : 모스크바 (대사관), 상트페테르부르크 (총영사관)
- 세르비아 : 베오그라드 (대사관)
- 슬로바키아 : 브라티슬라바 (대사관)
- 스페인 : 마드리드 (대사관)
- 스웨덴 : 스톡홀름 (대사관)
- 스위스 : 베른 (대사관)
- 우크라이나 : 키예프 (대사관)
- 영국 : 런던 (대사관)

## 오세아니아
- 오스트레일리아 : 캔버라 (대사관)
- 뉴질랜드 : 웰링턴 (대사관)

## 대표부
- EU 이스라엘 정부 대표부 : 브뤼셀
- UN 이스라엘 정부 대표부 : 빈, 제네바, 파리, 뉴욕